# Havadarya Airport
Havadarya Airport är en flygplats i Iran. Den ligger i den sydöstra delen av landet, 1 100 km söder om huvudstaden Teheran. Havadarya Airport ligger 7 meter över havet.
Terrängen runt Havadarya Airport är huvudsakligen platt, men åt nordväst är den kuperad. Havet är nära Havadarya Airport söderut.  Närmaste större samhälle är Bandar Abbas, 11,1 km öster om Havadarya Airport. Trakten runt Havadarya Airport är ofruktbar med lite eller ingen växtlighet.